# Алеаторика
Алеаториката (от латински: alea – „зар“) е модернистично течение в европейската музика, при което някои елементи от композирането са оставени на моментната преценка на изпълнителя, т.е. като цяло музиката е детерминистична, но в детайлите се подчинява на случайността. Заражда се в края на 50-те години на 20. век.

## Ранни прецеденти
Понякога за предшественици на алеаториката се смятат т.нар. Musikalisches Würfelspiel (музикални игри със зарове), популярни в края на 18. и началото на 19. век. Те се състояли в това, че подредбата на тактовете се определяла с хвърляне на зар.
Алеаториката в музиката е създадена в средата на 50-те години на 20 век. Освен че означава от превод зар, също така – и жребий, смяна на техниката, смяна на поредността на частите на произведение при изпълнението му. Това е строго фиксирана музика в нейните главни параметри, която се разпада на дялове, в които гласовете са с фиксирани параметри, освен един, а понякога и повече. Техниката почти никога не засяга останалите параметри: тембър, регистър, динамика. Вертикалните съчетания с това стават мобилни. Получават се трептящи, вибриращи конструкции, непостижими с обикновена нотация. Диригентът показва началото на всеки дял, най-често фиксиран във времето – вътрешните повторения се отбелязват с хоризонтални стрелки, а моделите се ограждат със знаци за повторение. Поради високите темброви ефекти в тези трептящи структури, наричат тази музика още 'сонарна' в смисъл на темброво изграждане. Има два варианта на алеаториката:
- „Полски“ – създаден от полските композитори Кшищоф Пендерецки (1933 г.) (също така той създава и постмодернизма в музиката през 70-те години на 20. век, като първо постмодернистично произведение е приет неговият концерт за цигулка и оркестър, създаден през 1976 г.) и Витолд Лютославски (1913 – 1994) в средата на 1950-те години. Тези композитори спорят за приоритет. При тях композицията е строго фиксирана, като конструкция и времетраене, но отделните партии могат да импровизират. Тоест да са зададени тонови височини, но без ритъм, или подаден ритъм без тонови височини. Получават се високо виртуални трептящи конструкции. Този вариант се налага в света.
- В Западна Европа – там можем да наречем алеаториката – макроалеаторика. В нея могат да се разместват произволно големи откъси и части. Основател на този вариант е германският композитор Карлхайнц Щокхаузен (1928 – 2007) през 1960 г., но така и не се налага този вид техника в света. Пример за втория вид алеаторика: Пиер Булез (1925 г.), Франция – 3-та част от соната за пиано. Състояща се от пет части, които могат да се свирят в произволен порядък, като условието е в средната част винаги да се свири третата (средната). Алеаториката приключва в края на 1960-те години. През 1970-те години се появява минимализма и постмодернизма (или както още се нарича „постромантизъм“).